# Hidroelektrana Velebit
Reverzibilna hidroelektrana Velebit ili RHE Velebit građena je od 1978. do 1985. godine, a u redovnoj je proizvodnji od 1984. godine. Reverzibilna hidroelektrana Velebit je koštala astronomskih 1,25 milijardi njemačkih maraka, što bi u današnje vrijeme bilo više od 1534 milijuna eura. Gornje umjetno jezero se zove Štikada te se nalazi iza Velebita na Gračačkoj visoravni. U to jezero se ulijevaju sve okolne vode, koje su s tim jezerom povezane kanalom (rijeka Ričica), ili podzemnim tunelom dugim 2 825 metara (rijeka Otuča). Voda iz jezera Štikade se u turbinskom radu spušta dolje i koristi za proizvodnju električne energije, a u crpnom radu se ta ista voda pumpa u to gornje jezero. Prosječni srednji godišnji dotok u to jezero je 11,94 m3/s. Hidroelektrana je puštena u pogon 1984. te manje/više nije radila za vrijeme Domovinskog rata, tj. radila je ispod minimalne snage pa se nakon rata morala obnoviti. Ukupna instalirana snaga hidroelektrane je 276 MW (instalirana snaga vodnih turbina), dok je u crpnom režimu snaga 240 MW (instalirana snaga crpki).
RHE Velebit je posebna po tome što je najveća reverzibilna hidroelektrana u Hrvatskoj (RHE Lepenica i ima snagu 1,14 MW/-1,25 MW). Reverzibilna hidroelektrana je posebna vrsta hidroelektrane koja, osim što proizvodi električnu energiju iz vode, kao i svaka druga hidroelektrana, tu istu vodu može pumpati u doba kada je to najisplativije, (najjeftinije), što je uglavnom noću. RHE Velebit je postrojenje koje se sastoji od gornjeg umjetnog jezera Štikade, s kojih koristi vodu za rad i u koje pumpa vodu kad radi kao crpka, tlačnog dovodnog cjevovoda i strojarnice s ostalim objektima, te donjeg umjetnog jezera Razovac.
RHE Velebit se nalazi na rijeci Zrmanji (Zadarska županija), 10 kilometara uzvodno od Obrovca. Za proizvodnju električne energije koristi vodne tokove na Gračačkom polju i to: Opsenice, Ričice, Otuče i potoka Krivka. U crpnom pogonu RHE Velebit uz vodu navedenih rječica koristi i vode rijeke Zrmanje. U tom slučaju, koristeći noćni višak energije, crpi vodu iz donjeg umjetnog jezera Razovac u gornje umjetnog jezera Štikada, da bi se ponovno ta ista voda koristila za proizvodnju električne energije.

## Povijest
Prema prvoj zamisli, hidroelektrana Velebit trebala je biti klasično visokotlačno postrojenje. Takva ideja bila je aktualna do 1976. godine kada je izmijenjena namjena hidroelektrane. Osnovni razlog za promjenu namjene hidroelektrane ležao je u tome što je u to vrijeme Hrvatska elektroprivreda počela realizaciju programa izgradnje četiri nuklearne elektrane pa se računalo da će biti viška temeljne energije. U rujnu 2004. godine započela je zamjena opreme sustava upravljanja, signalizacije, zaštita mjerenja i regulacije, kao i procesnog informacijskog sustava PROCIS. Rekonstrukcija je uključila zamjenu: procesnih stanica (sekventnih automata) agregata, opreme lokalnog ručnog upravljanja i procesne signalizacije agregata, uređaja alarmne signalizacije agregata, opreme termičkog
nadzora agregata, električkih relejnih zaštita agregata, turbinskih regulatora, regulatora otvora i opreme za mjerenje brzine vrtnje s brzinskim relejima, opreme nadzora pomoćnih pogona, opreme nadzora i upravljanja hidrauličkim postrojenjima i ugradnju optičkog procesnog LAN-a operatorskih stanica.

## Podjela RHE Velebit
RHE Velebit možemo podijeliti na četiri dijela: gornje umjetno jezero Štikada, tlačni cjevovodi, podzemna strojarnica i donje umjetno jezero Razovac. 

### Umjetno jezero Štikada
Gornje akumulacijsko jezero  Štikada (13 650 000 m3) smješteno je na gračačkoj visoravni. Jezero prihvaća vode s gračačke visoravni te služi kao umjetno jezero kada elektrana radi u turbinskom radu. Jezero Štikada prihvaća i vode iz umjetnog jezera Opsenica (2 700 000 m3) koje je s vodotokom Ričice, koji utječe u jezero Štikada, povezano kanalom duljine 1460 metara i protoka od 15 m3/s. U umjetno jezero Štikada prebacuju se i vode vodotoka Otuča, kroz podzemni betonski tunel promjera 3 metra, duljine 2825 m i volumnog protoka od 9,5 do 17,25 m3/s. Umjetno jezero Štikada podijeljeno je razdjelnom branom na dva dijela: gornje i donje jezero. Gornje jezero bilo je zamišljeno kao rekreacijska zona u kojem se za ljetnih mjeseci trebalo održavati stalna razina vode, međutim u stvarnosti se od toga odustalo. Danas se oba dijela jezera koriste jednako, a ukupni srednji dotok iznosi oko 11,94 m3/s. 

### Tlačni cjevovodi RHE Velebit
Tlačni uljevni sustav se sastoji od betonskog tlačnog tunela duljine 8191 metra i promjera 4,6 metara koji presijeca Velebit, a njegov volumni protok je 60 m3/s (2 x 30 m3/s) u turbinskom radu (proizvodnja električne energije) i 40 m3/s (2 x 20 m3/s) u crpnom radu (punjenje jezera Štikada). Na njega se nastavlja čelični tlačni cjevovod. Prijelaz između umjetnog jezera Štikada i betonskog tunela čini građevina s tablastom zapornicom dimenzija 5 x 6,4 metara. Na kraju betonskog tunela nalazi se vodna komora koja se sastoji od donje komore, vertikalnog šahta i dvije bočne komore. Spoj betonskog tunela i tlačnog cijevovoda čini zasunska komora s leptirastim zatvaračem promjera 3,9 metara. Čelični tlačni cjevovod promjera od 3,9 do 3,0 metara i duljine 2 108 metara proteže se od zasunske komore do strojarnice savladajući visinsku razliku od 549,15 metara. Cjevovod je građen bez dilatacijskih rešetki, oslonjen je preko kliznih ležaja na 103 betonska oslonca i sedam nepomičnih usidrenih betonskih točaka. Pred strojarnicom se cjevovod račva u dva dijela, svaki prema jednoj vodnoj turbini. Tlačni cjevovod se na ulasku u strojarnicu račva na dva dijela, pošto postrojenje ima dvije vodne turbine. Jednu od tih vodnih turbini je izgradio Voith (Austrija) a drugu Litostroj iz Slovenije (po Voithovim nacrtima) te svaka ima snagu od 140 MW.

### Podzemna strojarnica RHE Velebit
Podzemna strojarnica je smještena u 60 metara dubokom armirano betonskom bunaru, unutarnjeg promjera 27 metara. Dubina strojarnice uvjetovana je zahtjevom da se vodne turbine - crpke postave na dubini 47,5 metara ispod površine terena, (što je ispod morske razine), jer se na taj način na najmanju moguću mjeru svode kavitacijske pojave na lopaticama turbine - crpke. Iznad betonskog šahta nalazi se zgrada strojarnice, građena od čelika, u kojoj su smješteni montažni prostor i mostna dizalica. Oko zgrade strojarnice smještene su zgrade komande, zgrade s diesel-električnim agregatom i zgrada pomoćnih pogona. U RHE Velebit ugrađena su dva agregata. Agregati su izvedeni tako da zadovoljavaju turbinski pogon, crpni pogon i kompezatorski pogon. Pogon je u potpunosti automatiziran te su mogući brzi i sigurni prijelazi u sva pogonska stanja predviđena za agregate. Ukupno trajanje pokretanja motora-generatora sa sinkronizacijom iznosi oko pet minuta.
Pokraj strojarnice nalazi se još par zgrada i to komandna, zgrada s dizel-električnim agregagom, zgrada pomoćnog pogona i rasklopno postrojenje. U komandnoj sobi neprestano radi nekoliko ljudi za računalima. Tamo se upravlja s radom cijele hidroelektrane (odnosno određuje tip i snaga rada), koja je automatizirana. Dispečer iz Splita je zadužen za određivanje rada elektrane. Za pokretanje elektrane iz stanja mirovanja do maksimalne snage treba samo nekoliko minuta i zato reverzibilne hidroelektrane mogu biti idealne kao potpora drugim obnovljivim izvorima energije (recimo vjetroelektrane i fotonaponske elektrane).
Sama hidroelektrana može raditi u tri različita pogona i to turbinskom, crpnom i kompenzatorskom. Elektrana godišnje radi oko 4000 do 4500 sati, od čega pola vremena u turbinskom, tridesetak posto u crpnom, a ostatak vremena u kompenzatorskom pogonu. Prosječna godišnja proizvodnja elektrane je 430 GWh, a energetska vrijednost umjetnog jezera Štikada je 14,8 GWh. Svaka vodna turbina ima snagu od 140 MW, s time da je iskoristiva snaga generatora u turbinskom radu 138 MW, a u crpnom 120 MW. Sami generatori ostvaruju vrtnju od čak 600 okretaja u minuti.

### Umjetno jezero Razovac
Umjetno jezero Razovac smješteno je uz plato strojarnice. Jezero Razovac stvoreno je pregrađivanjem doline rijeke Zrmanje nasutom branom. Strojarnica je spojena s jezerom Razovac s dva ulazno - izlazna tunela. Zapremnina Razovca je 1 840 000 m3, a njegova uloga je da bude akumulacijsko jezero u crpnom režimu rada hidroelektrane.

## Energetskipodaci
Najveći konstruktivni pad vode:   550 metara (517 metara u turbinskom radu i 559 m u crpnom radu);
Prosječna godišnja proizvodnja:430 GWh (467,5 GWh 2009., 628 GWh 2010. – 116,6 GWh potrošnja motora crpki 2009., a 139,2 GWh 2010.)
Instalirani protok elektrane u turbinskom radu:                         Q = 60 m3/s (20 x 30 m3/s)
Instalirana snaga elektane u turbinskom radu:                                          276 MW (2 x 138 MW)
Instalirani protok elektrane u crpnom radu:                                           Q = 40 m3/s (2 x 20 m3/s)
Instalirana snaga elektrane u crpnom radu:                                             240 MW (2 x 120 MW)
Turbine
2 x jednostapna turbina - crpka
Konstruktivni pad turbine: 517 metara
Konsturktivni napor crpke: 559 metara
Snaga turbine: 140 MW
Instalirani protok:- crpke 2 x 20 m3/s
- turbine 2 x 30 m3/s
Generatori
2 x sinkroni generator - motor
Snaga: - generatora 2 x 138 MW
- motora 2 x 120 MW
Srednji energetski ekvivalent: 1,25 kWh/m3

## Izvođači
Projekt: Elektroprojekt, Projekt Biro, Geoexpert
Izgradnja: Industrogradnja, Konstruktor, Hidroelektra, Pomgrad, Geotehnika
Oprema: Končar, Voith, Escher, Litostroj, Metalna, Brodograđevna industrija

## Slike
- Rasklopno postrojenje RHE Velebit.
- Reverzibilna hidroelektrana Velebit.
- Panoramski pogled na RHE Velebit sa zasunske komore (vrh tlačnog cjevovoda) i pogled na zaledeno umjetno jezero Razovac u veljači 2012.

## Poveznice
- Reverzibilne hidroelektrane

## Vanjske poveznice
- Hep RHE Velebit  Arhivirana inačica izvorne stranice od 5. listopada 2009. (Wayback Machine)
- Projekt biro